# Орлов, Вячеслав Николаевич
Вячеслав Николаевич Орлов (12 августа 1906, Вышний Волочёк — 29 января 1995, Москва) — советский футболист; тренер.

## Биография
Занимался лёгкой атлетикой, пробегал 100 метров за 10,9 секунд. На Всесоюзной спартакиаде 1928 года разделил 3 место в прыжке в высоту с результатом 1,7 м. С 1927 года — игрок команды АМО РДПК / АМО / ЗиС / «Торпедо». Выступал так же за завод «Динамо». В чемпионатах СССР за «Торпедо» в 1936—1940 годах провёл 56 матчей. В аннулированном чемпионате 1941 года сыграл две игры из десяти за «Динамо» Минск.
В 1930-х годах работал помощником директора стадиона напротив ЦПКиО. В 1942—1945 годах — председатель спортклуба «Торпедо». Длительное время работал старшим инженером и администратором стадиона «Торпедо».
Автор эмблемы общества «Торпедо» и традиционной чёрно-белой формы команды «Торпедо».
1936 год. …А в то время я в большой дружбе был с Яковом Фёдоровичем Мельниковым, нашим знаменитейшим конькобежцем, многократным чемпионом страны, членом клуба ЗИС. А человек он какой прекрасный! Он любил заходить ко мне и частенько бывал запросто. И вот помню: возвращается он с пленума ЦК профсоюза работников автотракторной и авиационной промышленности (РАТАП), быстро входит и сразу мне:

— Славка, рисуй: автомобиль, какую-нибудь шестерёнку и букву «Т».

— А почему «Т»?

— Потому что будет название «Торпедо».

И я послушно беру лист бумаги и карандашом от руки вырисовываю, что мне подсказывает фантазия: автомобиль, конечно, типа гоночного, чтоб его обводы сами говорили о скорости; буква «Т» должна быть особенно красивой, она — центр композиции; а уж всё это обрамляет шестерёнка.
Не сочтите за нескромность, но и торпедовские цвета чёрно-белые — тоже моя затея. Футболка — чтобы белая, трусы — чёрные, а гетры — чёрного цвета, но обязательно с двумя белыми полосками.
В 1946 — тренер «Дзержинца» Челябинск. Тренер «Торпедо», завоевавшего в 1949 году Кубок СССР. В 1957 — старший тренер «Трудовых резервов» Ставрополь, в 1961 — старший тренер «Торпедо» Липецк, в 1963 — тренер новороссийского «Цемента». в 1964 — тренер «Труда» Пенза, в 1965 — старший тренер «Металлурга» Новокузнецк, в 1969 — старший тренер «Нефтяника» Салават.